# Széll Zsuzsa
Széll Zsuzsa (Bécs, 1925. március 17. – Budapest, 1997. október 28.) magyar filozófiai szakíró, irodalomtörténész.

## Életútja
Szülővárosából még iskolás korában elkerült (1938); szüleivel Jugoszláviában, majd Nagyváradon élt, ahonnan 1944-ben Auschwitzba deportálták. A lágerből való sikeres szökés közben megsebesült, egy lengyel, majd egy orosz kórházban többszörös műtéten esett át. Félig gyógyultan tért vissza Nagyváradra, ahol különböző tömegszervezeteknek lett aktivistája.
1946 őszétől a Bolyai Tudományegyetem filozófia szakos hallgatója, közben az Utunk belső munkatársa. Etikai problémákról, a tudományok osztályozásáról, a szociológia és a kibernetika viszonyáról, Arnold Zweigról, a biopoézisről írt, főképp a Korunkban közölt cikkeiben azonban egyre inkább szembefordult a dogmatikus gondolkodásmóddal, emiatt 1959-ben eltiltották a közléstől. A tilalmat 1960-ban feloldották, de őt a BBTE német tanszékére helyezték át. 1964-ben áttelepült Magyarországra s az ELTE idegen nyelvi lektorátusán lett előadó. Itt szerezte meg a docensi címet Hermann Hesse Das Glasperlenspiel c. munkájáról írott dolgozatával.

## Munkássága
Kutatási területéül az osztrák irodalmat választotta: Válság és regény c. könyvében (Budapest, 1970) Rilke, Kafka, Musil és Broch epikáját vizsgálta; Ichverlust und Scheingemeinschaft (Énvesztés és látszattársadalom) c. könyvében (Budapest, 1979) az osztrák regény társadalomképét, ismeretelméleti és poétikai sajátosságait elemezte. Később Brochról, Canettiről, Ödön von Horváthról, Kleistről, Karl Krausról, Kafkáról, J. Rothról és Peter Weissről írt tanulmányokat vagy tartott előadásokat különböző magyarországi és nemzetközi konferenciákon. Válogatott tanulmányait A viszonylagosság kihívása c. kötete (Budapest, 1982) tartalmazza. Georg Saiko epikájával foglalkozó előadását a Studi Tedesco (Nápoly, 1977), Die Wirkung des Zeitgeschens 1933–1945 auf Dichten und Denken Brochs, Musils und Canettis c. tanulmányát az Österreich in Exil c. kötet (Bécs, 1977), Die problematisierte Wirklichkeit c. tanulmányát a Musil-Forum III. kötete jelentette meg.
Szerkesztésében és bevezető tanulmányával jelent meg Az élet eredetéről és az öregedésről c. gyűjteményes kötet (Bukarest, 1958), válogatásában, bevezetőjével és jegyzeteivel Franz Mehring Esztétikai barangolások c. kötete (Budapest, 1969), Gaál Gábor írásainak válogatása (Legyünk kortársak. Tordai Zádorral, Budapest, 1973), utószavával Karl Kraus Az emberiség végnapjai (Budapest, 1977) és Georg Saiko Ember a nádasban (Budapest, 1977) c. kötete.